# Saison 2 de Phénomène Raven
Chronologie
Saison 1 Saison 3
Cet article liste les épisodes de la deuxième saison de la série télévisée américaine Phénomène Raven.

## Épisodes

### Épisode 1:Mise en scène
- États-Unis : 3 octobre 2003 sur Disney Channel

### Épisode 2:Fini les vacheries!
- États-Unis : 17 octobre 2003 sur Disney Channel

### Épisode 3:Cours, Raven, cours!
- États-Unis : 7 novembre 2003 sur Disney Channel

### Épisode 4:Bande rivale
- États-Unis : 1er janvier 2004 sur Disney Channel

### Épisode 5:Chipie, chipie, bang, bang
- États-Unis : 30 janvier 2004 sur Disney Channel

### Épisode 6:Cory superstar
- États-Unis : 6 février 2004 sur Disney Channel

### Épisode 7:Espionnage intergalactique
- États-Unis : 26 mars 2004 sur Disney Channel

### Épisode 8:Top modèle
- États-Unis : 9 avril 2004 sur Disney Channel

### Épisode 9:Un look d'enfer!
- États-Unis : 16 avril 2004 sur Disney Channel

### Épisode 10:Chasseuse d'autographes
- États-Unis : 21 mai 2004 sur Disney Channel

### Épisode 11:Le Club des gants de neige
- États-Unis : 28 mai 2004 sur Disney Channel

### Épisode 12:Vive la mariée!
- États-Unis : 11 juin 2004 sur Disney Channel

### Épisode 13:Mauvaises Ondes
- États-Unis : 25 juin 2004 sur Disney Channel

### Épisode 14:Bouc et Mystère!
- États-Unis : 2 juillet 2004 sur Disney Channel

### Épisode 15:Le Pouvoir de la comète
- États-Unis : 9 juillet 2004 sur Disney Channel

### Épisode 16:Rien ne vaut le bon air
- États-Unis : 16 juillet 2004 sur Disney Channel

### Épisode 17:Amitié en péril
- États-Unis : 23 juillet 2004 sur Disney Channel

### Épisode 18:L'Audition
- États-Unis : 30 juillet 2004 sur Disney Channel

### Épisode 19:Quel Métier!
- États-Unis : 6 août 2004 sur Disney Channel

### Épisode 20:Visite chez le dentiste
- États-Unis : 10 septembre 2004 sur Disney Channel

### Épisode 21:Un petit boulot tranquille
- États-Unis : 17 septembre 2004 sur Disney Channel

### Épisode 22:La Pyjama-party
- États-Unis : 24 septembre 2004 sur Disney Channel